# Danny Queck
Danny Queck (* 17. September 1989 in Neuhaus am Rennweg) ist ein ehemaliger deutscher Skispringer. Er startete für den WSV 08 Lauscha, gehörte der Sportfördergruppe der Bundeswehr in Oberhof an und trainierte in Hinterzarten.

## Werdegang
Danny Queck wuchs im thüringischen Lauscha auf. Als Achtjähriger interessierte er sich noch gleichermaßen für Wintersport und für Fußball, entschied sich aber schließlich für das Skispringen. Seit 1996 ist er im Wintersportverein 1908 Lauscha aktiv. Hier wurde er von Jugendtrainer Jens Greiner-Hiero gefördert. Auf Empfehlung des WSV 08 Lauscha lernte und trainierte er am Sportgymnasium Oberhof. Seine internationale Karriere startete im Alter von 14 Jahren, als er 2004 mit Springen bei internationalen FIS-Rennen begann. Bei den Nordischen Skispielen der OPA 2004 in Eisenerz sprang er im Einzel der Schüler und im Team II auf den fünften Platz. Ein Jahr später gewann er bei den Nordischen Skispielen der OPA 2005 in Oberwiesenthal im Einzel der Junioren die Bronzemedaille und mit dem Team I die Goldmedaille. Nach mehreren mittelmäßigen Jahren wurde er in der Saison 2008/09 in das Team für den Continental Cup aufgenommen, wo er bereits beim fünften Springen am 11. Oktober 2008 in Falun, Schweden, mit Platz 6 überraschen konnte, bevor er einen Tag später den 2. Platz errang. Er wurde in die nationale Gruppe für die Vierschanzentournee aufgenommen, kam aber weder in Oberstdorf noch in Garmisch-Partenkirchen über die Qualifikation für die Wertungsdurchgänge hinaus.
Bei den Junioren-Weltmeisterschaften 2009 am 5. und 6. Februar in Štrbské Pleso, Slowakei, wurde er im Einzelspringen Neunter und gewann mit dem Team die Silbermedaille. Am 14. und 15. März erzielte er mit einem 2. und einem 4. Platz in Pragelato, Italien, wieder gute Ergebnisse im COC-Cup. Er schloss das Sportgymnasium ab und entschied sich für eine Laufbahn als Sportsoldat. Am 16. August 2009 gewann er ein FIS-Cup-Mattenspringen in Oberwiesenthal. Nach seinem Bundeswehr-Grundlehrgang knüpfte er in der Wintersaison 2009/10 am 8. Dezember mit einem 10. Platz in Rovaniemi, Finnland, an seine guten Leistungen im Continental Cup an. Er startete am 8. Januar 2010 für die Mannschaft des DSV im Weltcup auf der Skiflugschanze am Kulm in Tauplitz, Österreich, konnte sich aber nicht für die Wertungsdurchgänge qualifizieren.
Im Sommer-Continental-Cup der Saison 2010/11 wurde er am 3. Juli in Kranj, Slowenien, Zehnter, bei den beiden Wettbewerben in Courchevel, Frankreich, am 30. und 31. Juli Fünfter und Dritter und am 12. September in Lillehammer, Norwegen als bester deutscher Springer Siebter. Am 18. Dezember 2010 erreichte er im Continental-Cup in Erzurum, Türkei, einen 8. Rang, gefolgt von einem 35. bzw. 33. Platz beim Skiflug-Weltcup in Harrachov, Tschechien, am 8. und 9. Januar 2011. Am 5. Februar erreichte er beim Continental Cup in Brotterode noch einmal einen 10. Platz. Seinen ersten Continental-Cup-Sieg errang er am 18. Dezember 2011 in Erzurum. Als Mitglied der nationalen Gruppe verpasste er mit Rang 51 denkbar knapp die Qualifikation für das Neujahrsspringen der Vierschanzentournee in Garmisch-Partenkirchen. Am 15. Januar 2012 wurde er beim COC in Titisee-Neustadt Neunter und in Oslo, Norwegen, vom 17. bis zum 19. Februar nacheinander Dritter, Vierter und Siebter. Als bester DSV-Springer im Skisprung-Continental-Cup 2011/12 erreichte er Gesamtrang 14. Die Saison beschloss er mit einem zweiten und einen dritten Platz beim FIS Cup am 17. und 18. März 2012 in Garmisch-Partenkirchen.
Mit der Vorbereitung auf die folgende Saison wechselte Danny Queck zum Olympiastützpunkt Hinterzarten. Den Skisprung-Continental-Cup 2012/13 eröffnete er mit einem siebenten Platz am 1. Juli auf der Brunnentalschanze in Stams, Österreich. Eine Woche danach errang er in Kranj einen fünften Platz und wieder eine Woche später auf der künftigen Olympiaschanze von Sochi, Russland, Platz acht. Auf Grund dieser Ergebnisse wechselte er in den Skisprung-Grand-Prix, bei dem er auf der Gorney Gigant in Almaty, Kasachstan, und auf der Aigner-Schanze in Hinzenbach, Österreich, jeweils Sechster wurde und am Ende den Gesamtrang zwölf belegte. Anschließend startete er mit dem A-Kader im Weltcup. Danny Queck holte am 8. und 9. Dezember in Sochi mit den Rängen 19 und 26 seine ersten Weltcup-Punkte und in Oberstdorf und Garmisch-Partenkirchen mit den Platzierungen 19 und 23 seine ersten Punkte bei einer Vierschanzentournee. Für die beiden Springen in Österreich wurde er dann nicht mehr nominiert. Er erreichte am 6. Januar 2013 im Continental Cup in Zakopane, Polen, einen zweiten Platz und kehrte in das Weltcup-Team zur Qualifikation auf der Adam Małysz-Sprungschanze in Wisła, Polen, zurück, konnte jedoch wegen einer Knieprellung nicht im Wettkampf starten. Erst Mitte Februar nahm er wieder an Wettkämpfen teil und feierte am 16. Februar beim Springen von der Inselbergschanze in Brotterode seinen zweiten Sieg und eine Woche später in Wisła seinen dritten Sieg bei einem Continental Cupspringen. Anschließend startete er wieder im Weltcup, erreichte jedoch keine weiteren Punkte. An der Hochschule Ansbach begann er das Bachelor-Studium International Management.
Im Sommer 2013 startete er im Skisprung-Grand-Prix in Hinterzarten und Wisła, ab September im Continental Cup, bei dem er am 21. Dezember in Lahti, Finnland, einen 9. Platz erreichte. Er qualifizierte sich als Mitglied der nationalen Gruppe für das Auftaktspringen der Vierschanzentournee in Oberstdorf (Rang 37). Wieder im COC erreichte er am 12. Januar 2014 in Courchevel mit einem 7. Rang und vom 16. bis zum 19. Januar in Sapporo, Japan, mit einem 2. und einem 8. Rang auf der Miyanomori-Schanze und einem 8. und 6. Rang auf der Ōkurayama-Schanze einstellige Platzierungen und am 25. und 26. Januar mit einem 22. und einem 15. Rang seine ersten und einzigen Punkte im Skisprung-Weltcup 2013/14. Am 20. und 21. Februar erreichte er in Seefeld, Österreich, im COC die Ränge 4 und 3, am 15. März in Nischni Tagil, Russland, einen 8. Rang und damit Gesamtrang 13, bzw. Rang 10 der Winter-Wertung. In den Skisprung-Continental-Cup 2014/15 startete er mit einem 5. Platz in Kranj am 6. Juli, gefolgt von einem Sieg und einem 2. Platz im FIS Cup in Hinterzarten am 9. und 10. August, einem 2. Platz im FIS Cup und einem 8. Platz im COC in Kuopio, Finnland, am 15. und 16. August, einem 2. und einem 9. Platz am 29. und 30. August in Frenštát pod Radhoštěm, Tschechien, einem 9. Platz am 13. September in Klingenthal und einem 8. Platz am 27. September 2014 in Trondheim, Norwegen. Am 7. Februar 2015 gelang ihm in Brotterode ein 7. Platz. Die Saison beschloss er auf Gesamtrang 7.
Am 11. Juli 2015 gewann er das FIS-Cup-Auftaktspringen in Villach, Österreich. Er qualifizierte sich für den Skisprung-Continental-Cup 2015/16 und erreichte am 22. August in Kuopio einen 7. Platz. Am 11. Dezember 2015 gewann er in Notodden, Norwegen, am 6. März in Planica, Slowenien, und am 12. März 2016 in Harrachov, Tschechien, jeweils ein weiteres FIS-Cup-Springen. Damit gewann er die FIS-Cup-Gesamtwertung 2016 und erreichte im COC-Rang 52. Mit den COC-Wettbewerben in Kranj und Frenštát pod Radhoštěm beendete er im Sommer 2016 seine aktive Laufbahn.

## Erfolge

### Continental-Cup-Siege im Einzel
| Nr. | Datum             | Ort        | Typ           |
| --- | ----------------- | ---------- | ------------- |
| 1.  | 18. Dezember 2011 | Erzurum    | Normalschanze |
| 2.  | 16. Februar 2013  | Brotterode | Großschanze   |
| 3.  | 23. Februar 2013  | Wisła      | Großschanze   |

## Statistik

### Weltcup-Platzierungen
| Saison  | Platz | Punkte |
| ------- | ----- | ------ |
| 2012/13 | 51.   | 37     |
| 2013/14 | 66.   | 25     |

### Vierschanzentournee-Platzierungen
| Saison  | Platz | Punkte |
| ------- | ----- | ------ |
| 2012/13 | 38.   | 502,5  |
| 2013/14 | 57.   | 124,7  |

### Grand-Prix-Platzierungen
| Saison | Platz | Punkte |
| ------ | ----- | ------ |
| 2012   | 12.   | 139    |